# Xerophyta retinervis
Xerophyta retinervis är en enhjärtbladig växtart som beskrevs av John Gilbert Baker. Xerophyta retinervis ingår i släktet Xerophyta och familjen Velloziaceae. Inga underarter finns listade.

## Bildgalleri

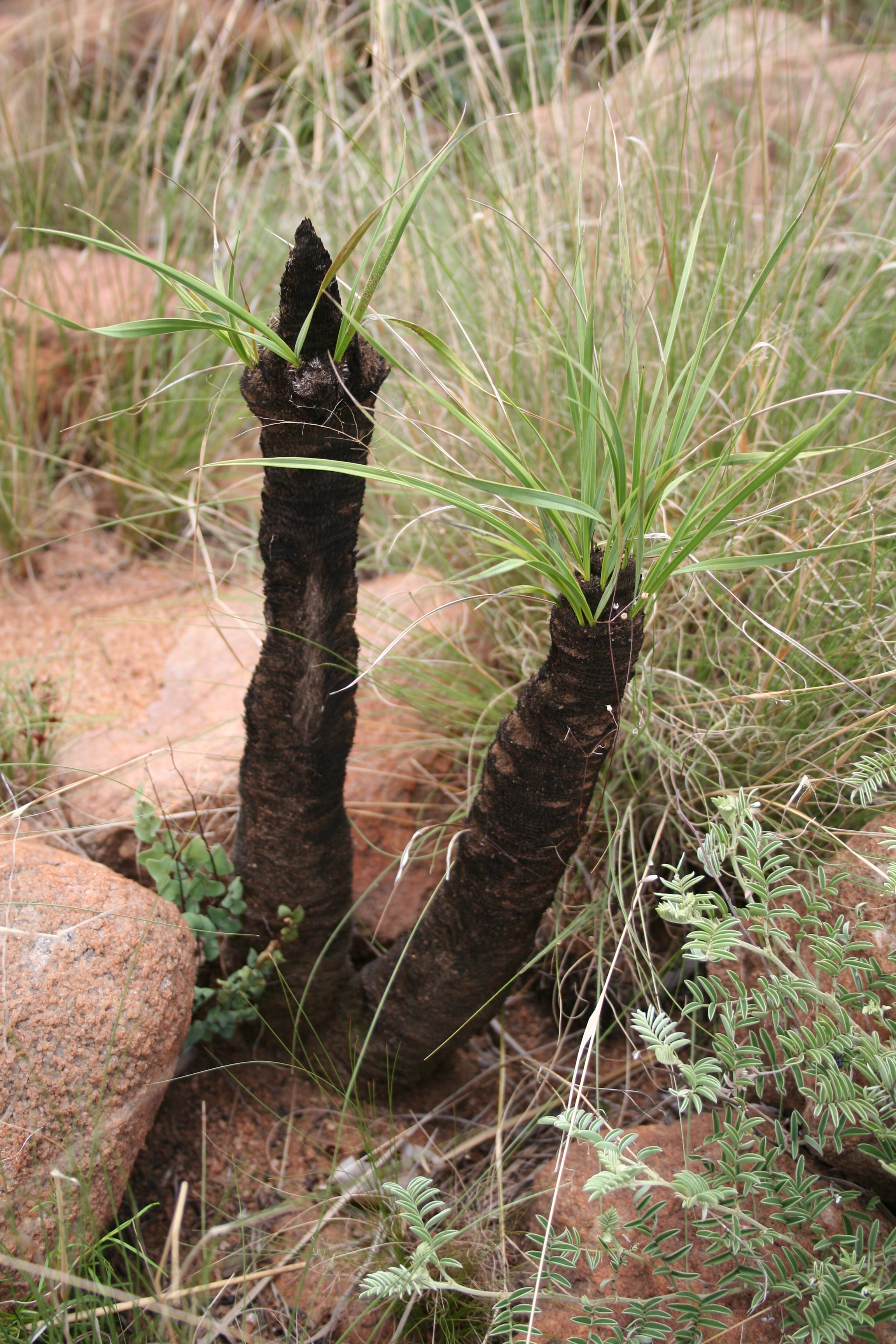
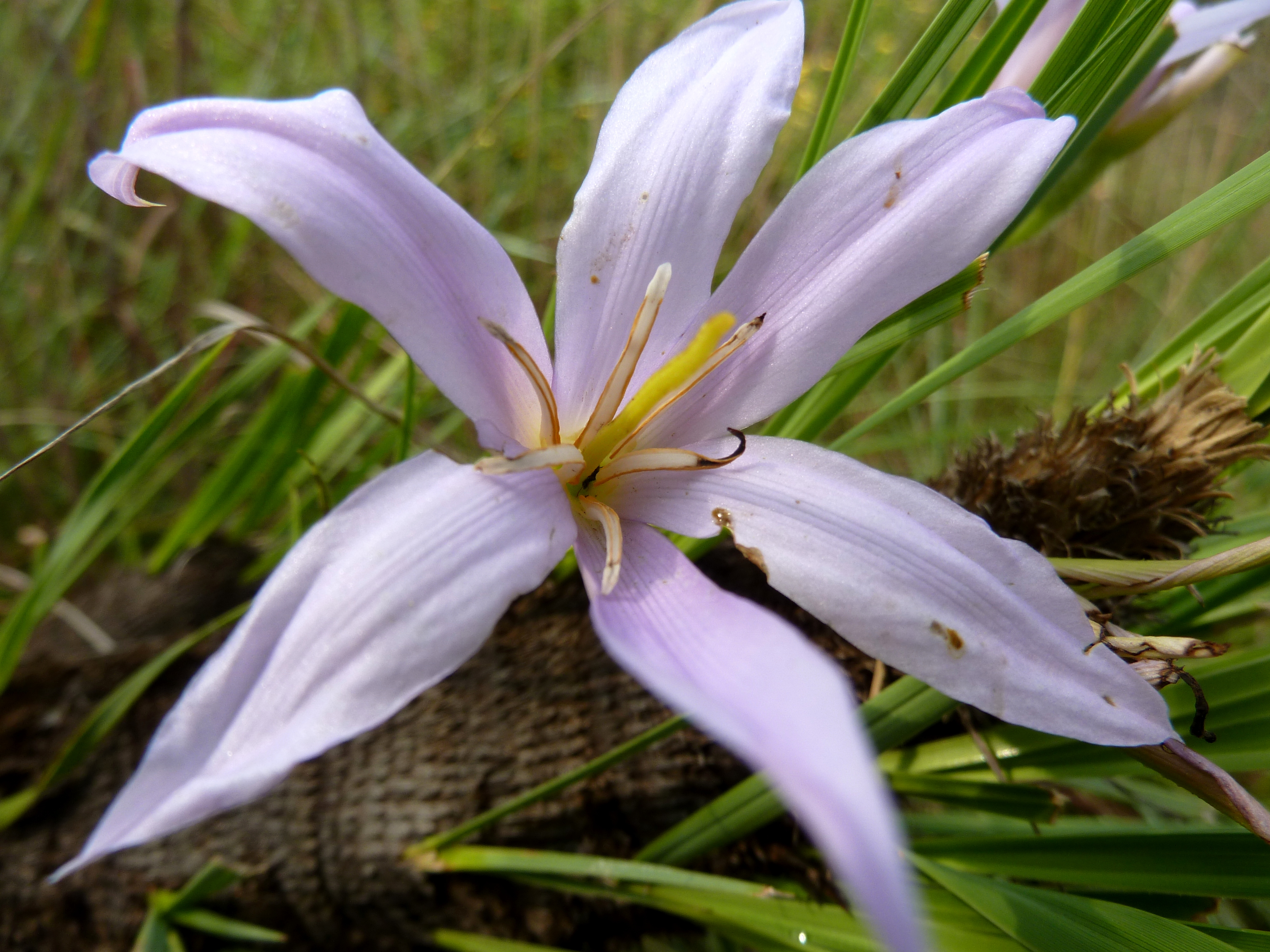
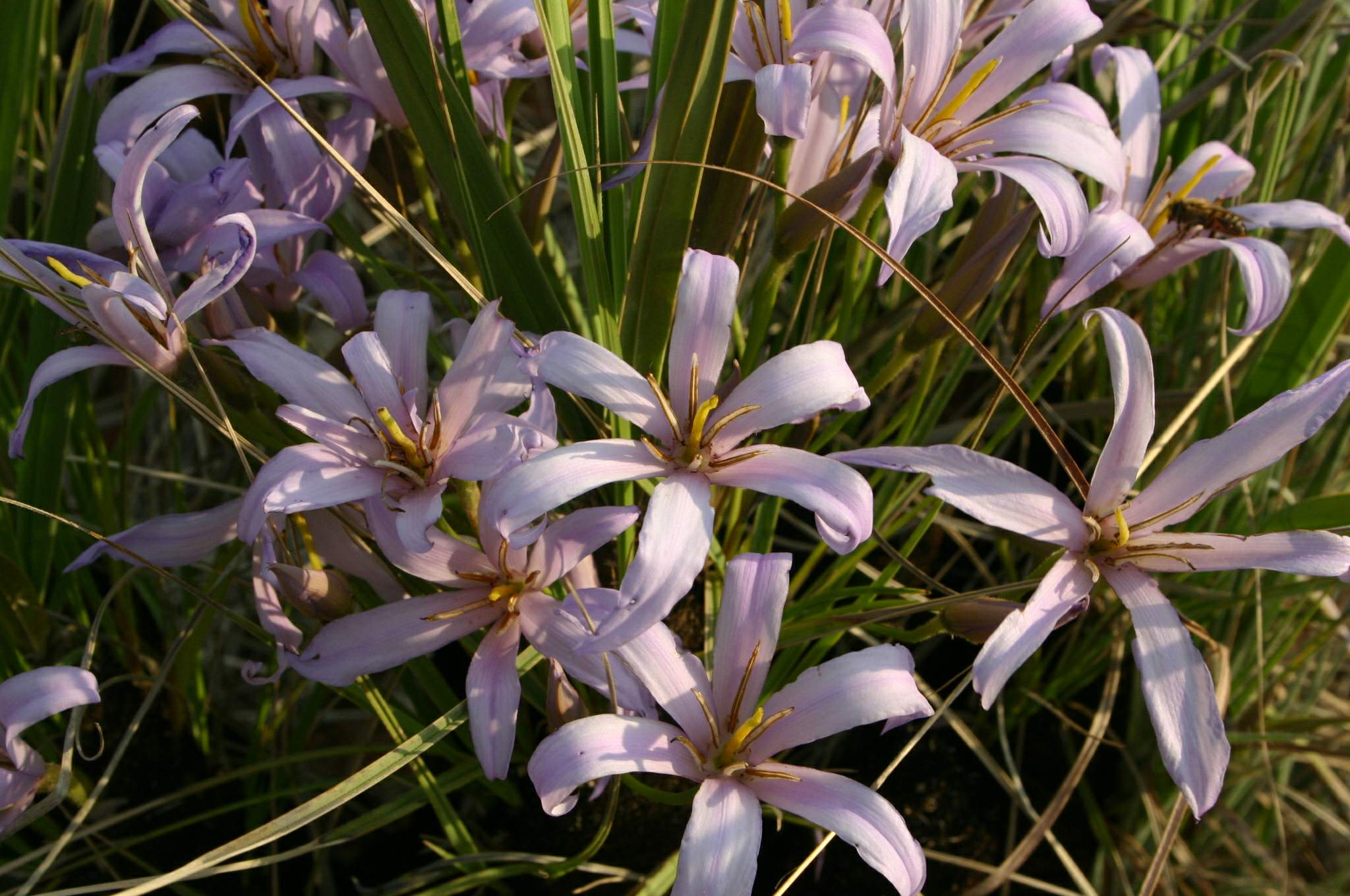
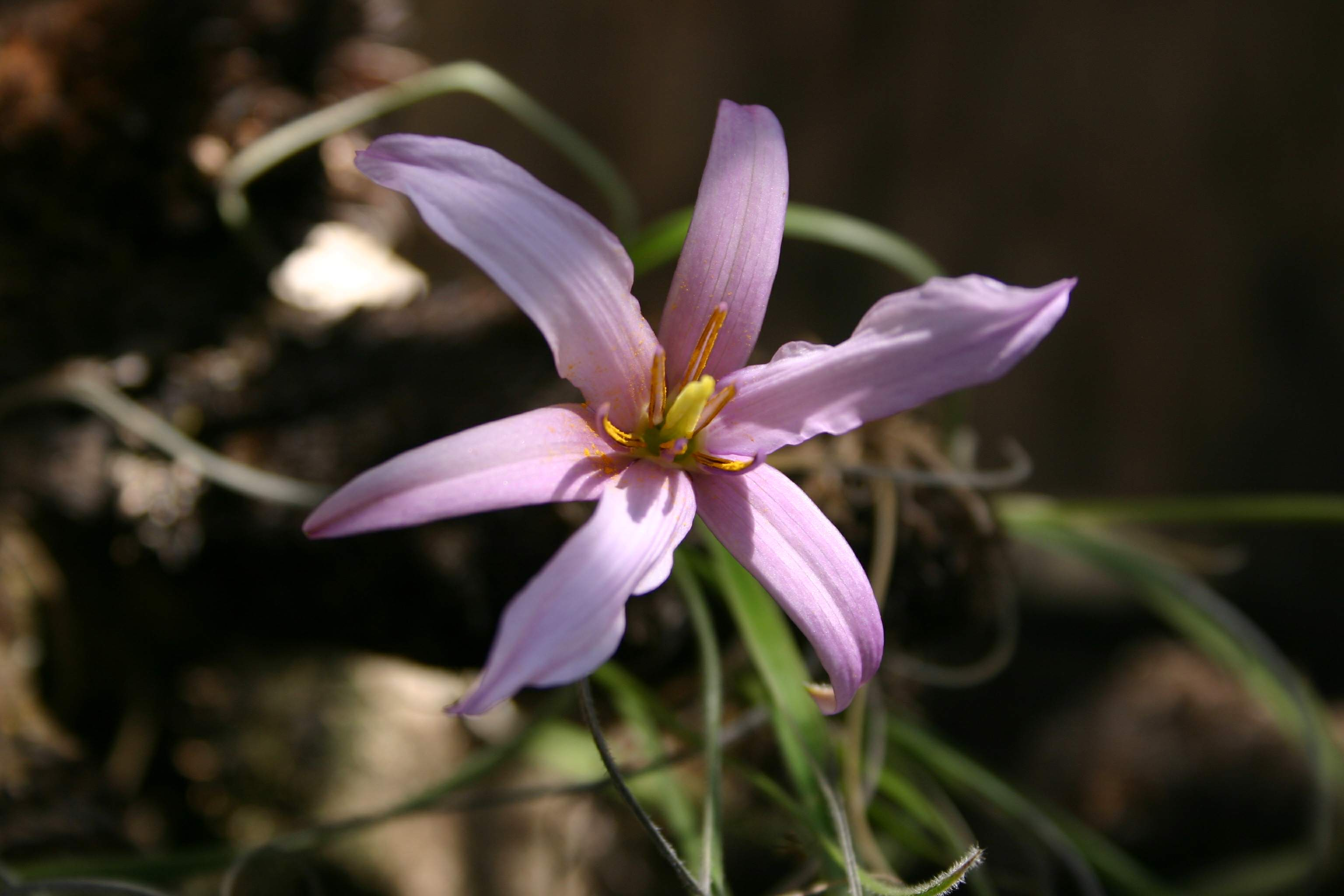